# Мазов (село)
Мазов (укр. Мазів) — село в Глинянской городской общине Львовского района Львовской области Украины.
Население по переписи 2001 года составляло 156 человек. Занимает площадь 0,168 км². Почтовый индекс — 80721. Телефонный код — 3265.